# Kurator (utställning)
En kurator, curator eller utställningskurator, ibland kallad intendent, är en organisatör av utställningar och liknande arrangemang. Ordet kommer från latinets cura (angelägenhet, uppgift, ansvar).

## Funktion och ord

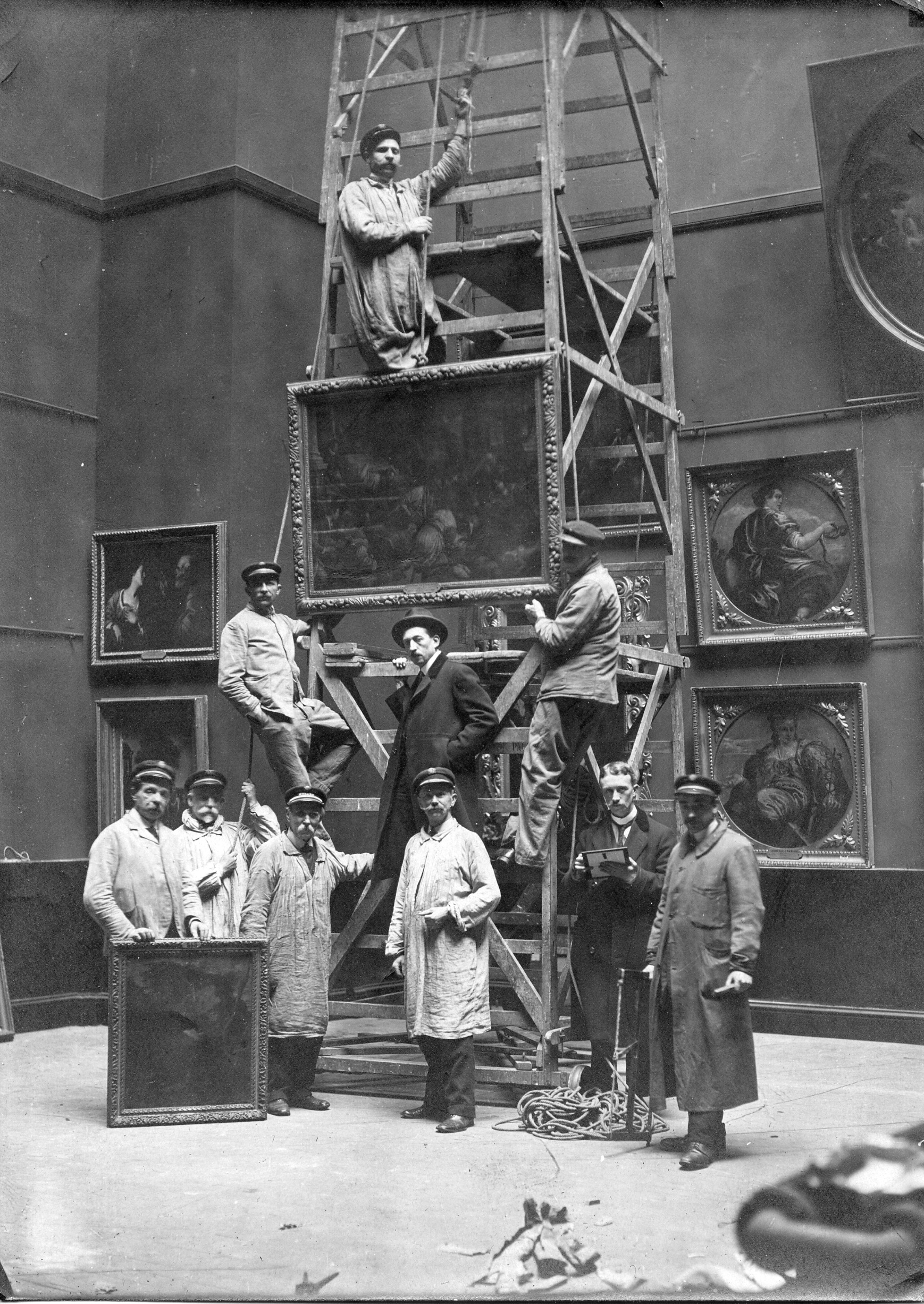
I mitten av fotografiet ses Emile Theodore, museeintendet vid Palais des Beaux-Arts i Lille.

En kurator sammanställer, eller kuraterar, en utställning, vilket i konstsammanhang innebär ansvar för val av konstnärer och verk samt att skapa ett sammanhang eller ett tema för utställningen. I en svensk kontext används begreppet oftare om en person som är anställd på frilansbasis. Denna distinktion förekommer inte på engelska.
Den liknande titeln utställningsintendent syftar på en person med liknande arbetsuppgifter som en kurator men är oftare anställd vid ett museum, en konsthall eller en annan kulturinstitution och arbetar ibland även med andra arbetsuppgifter inom institutionen. Den äldre beteckningen utställningskommissarie syftade både på fast anställd, eller frilansande, men används mer sällan idag. 
Kuratorns yrkesuppgifter är idag en egen profession, också genom att särskilda kuratorsutbildningar på högskolenivå inrättats, och av det faktum att konstinstitutionerna numera oftare än förr anlitar utomstående för att sammanställa utställningar.
År 2010 påbörjades en utbildning för filmkuratorer vid Göteborgs universitet (konstnärliga fakulteten, Filmhögskolan) i samarbete med Konsthögskolan Valand). Sedan 2003 finns det ett internationellt masterprogram i curating, med inriktning mot konst, management och juridik vid Stockholms universitet.

## Stavning
Båda stavningarna kurator och curator används i svenska språket. Den förstnämnda stavningen rekommenderas ofta av språkvårdande instanser. Sammansättningar som utställningskurator eller konstkurator används för att förtydliga betydelsen.